# Copyleft

Copyleft標誌。

Copyleft（中文翻譯包括：著作傳、著佐權、公共版權等），源自自由軟體運動，是一種利用現有著作權體制來保障用户软件自由使用权利的授權方式，可以理解為允許他人使用、傳播，但附加一些規則。在增加Copyleft條款之後，該自由軟體不仅允许使用者自由使用、散佈、改作，还要求作者所授權的人对改作後的衍生作品使用相同许可证授予作者，以确保其后续所有衍生作品都能被任何人自由使用。与寬容式自由軟體授權條款相比，Copyleft许可被认为具有保护伞且互惠的作用，與目前限制著作內容傳播的著作權體制完全相反。
Copyleft授權方式雖然與常見的著作權授權模式不同，但選擇Copyleft授權方式並不代表作者放棄著作權。與目前限制著作內容傳播的著作權體制不同，Copyleft貫徹始終地強制被授權者使用同樣授權方式來發布衍生作品。Copyleft授權條款不反對著作權的基本體制，而是透過利用著作權法來進一步促進創作自由，同時保障著作內容的傳播。
Copyleft，不是反著作權運動，不主張廢止著作權，也不是公有領域。

## 授權方式
版权的概念是通过赋予对著作的专有权利的方式，为作者提供从事创作的经济动机。然而，与此相对的是，这种赋予作者专有权利的方式同时也限制了他人任意使用创作物的自由。Copyleft則是自由軟體運動為了保護這種自由而發展的概念：它允許他人任意的修改散佈作品，惟其散佈及修改的行為和作法，亦限定以Copyleft的方式行之。GNU通用公眾授權條款的序言也有提及：
|  | The licenses for most software and other practical works are designed to take away your freedom to share and change the works. By contrast, the GNU General Public License is intended to guarantee your freedom to share and change all versions of a program--to make sure it remains free software for all its users. （大多數軟體授權是設計用以剝奪你的分享與修改軟體的自由。相反地，GNU通用公共授權則是要保證您分享與修改自由軟體的自由——確保軟體對所有的使用者而言都是自由的。） |

Copyleft作品是有版權的，但它們加入了法律上的分發條款，保障任何人都擁有對該作品及其衍生品的使用、修改和重新發佈的權力，惟前提是這些發佈條款不能被改變。
Copyleft不同於傳統的公有領域（public domain）。因為公共領域的作品，任何使用者雖然都可以使用，但可以不回饋變成已用并获取利益；而Copyleft作品的使用者若是向外界发布衍生作品，不按Copyleft的許可證要求保持同樣的授權條款，並將更改的版本公开，就是違反授权的侵權行為。
Copyleft是将一個程式变為自由軟體的通用方法，同時也使得這個程式的修改和擴充版本成為自由軟體。提出並使用Copyleft觀念的是GNU計畫，具體的發佈條款包含在GNU通用公共授權條款、GNU較寬鬆公共許可證、GNU自由文件授權條款的條款裡。其他使用copyleft概念的還有創作共用的姓名標示─相同方式分享（页面存档备份，存于）。

## 標誌
Copyleft的標誌是一個反寫的C套上圓圈（即反轉的版權標誌©）。這個標誌沒有法律意義。2016被提議加入到統一碼並獲統一碼技術委員會許可。其編碼U+1F12F 🄯 COPYLEFT SYMBOL收錄在統一碼 11。由於現時多數字型沒有實作，可以由U+2184 ↄ LATIN SMALL LETTER REVERSED C或更常用的U+0254 ɔ LATIN SMALL LETTER OPEN O加上括號組成「(ɔ)」，或者在程式支援的情況下與U+20DD ◌⃝ COMBINING ENCLOSING CIRCLE組合：「ↄ⃝」。

## 屬於Copyleft的授權方式
- GNU通用公眾授權條款
- GNU較寬鬆公共許可證
- GNU自由文件授權條款
- 創作共用的姓名標示─相同方式分享（页面存档备份，存于）條款
- 自由艺术作品许可协议